# Burdekin River
Der Burdekin River ist ein Fluss im australischen Bundesstaat Queensland.

## Name
Der Name dieses Flusses geht auf den preußischen Entdecker Ludwig Leichhardt zurück, der ihn am 18. März 1855 auf seiner ersten Australienexpedition in den Jahren 1844 bis 1845 entdeckte. Der Name Burdekin bezieht sich auf einen Förderer dieser Expedition, Thomas Burdekin, der ihm vor der Durchführung dieser Expedition in Sydney unterstützte.

## Geographie

### Flusslauf
Er entspringt an den Nordhängen der Seaview Range und fließt in einem Bogen zuerst nach Nordwesten, dann nach Westen, Südwesten, Süden und Südosten. Ab der Kleinstadt Greenvale folgt er der Gregory Developmental Road nach Südosten bis östlich von Charters Towers, wo er den Flinders Highway unterquert. Etwa 50 Kilometer südöstlich des Highway fließt er in den Lake Dalrymple südwestlich der Leichhardt Range.
Den Stausee verlässt der Burdekin River an seiner Ostseite, wo ihn der Burdekin-Falls-Staudamm abriegelt und so den Stausee bildet. Er durchbricht die Leichhardt Range nach Nordosten und wendet seinen Lauf dann nach Norden. Kurz vor Erreichen der Küste biegt er nach Nordosten ab und mündet bei Home Hill, südlich von Ayr, in die Upstart Bay und damit ins Korallenmeer.

### Nebenflüsse mit Mündungshöhen
- Good Camp Creek – 583 m
- Black Burdekin River – 567 m
- Lucy Creek – 511 m
- Anthill Creek – 510 m
- Wobble Creek – 507 m
- Glenlofty Creek – 495 m
- Dry River – 432 m
- Gray Creek – 415 m
- Porphyry Creek – 407 m
- Hopewell Creek – 400 m
- Christmas Creek – 387 m
- Perry Creek – 379 m
- Camel Creek – 379 m
- Lyall Creek – 367 m
- Marble Creek – 367 m
- Blue Range Creek – 357 m
- Clarke River – 341 m
- Douglas Creek – 326 m
- Oaky Creek – 319 m
- Running River – 317 m
- Spring Creek – 286 m
- Basalt River – 277 m
- Keelbottom Creek – 261 m
- Arthur Creek – 246 m
- Little Sandy Creek – 238 m
- Columbia Creek – 237 m
- Fanning River – 221 m
- Two Mile Creek – 216 m
- Four Mile Creek – 213 m
- Broughton River – 211 m
- Cornishman Creek – 210 m
- Boatswain Creek – 207 m
- Vine Creek – 203 m
- Stony Creek – 202 m
- Spring Creek – 202 m
- Scrubby Creek – 198 m
- Chippendale Creek – 198 m
- Kirk River – 188 m
- One Mile Creek – 187 m
- Pig Gully – 187 m
- Six Mile Creek – 187 m
- Two Mile Creek – 187 m
- Boundary Creek – 182 m
- One Mile Creek – 180 m
- Spring Creek – 179 m
- Brandison Creek – 177 m
- Conolly Creek – 174 m
- Stony Creek – 168 m
- Pinnacle Creek – 165 m
- St. Paul Creek – 161 m
- Lulu Creek – 159 m
- Fern Creek – 158 m
- Spring Creek – 158 m
- Coppershaw Creek – 158 m
- Mount Graham Creek – 158 m
- Boundary Creek – 158 m
- Deep Creek – 158 m
- Cattle Creek – 158 m
- Swamp Creek – 158 m
- Mount Stone Creek – 158 m
- Cape River – 158 m
- Brigalow Creek – 158 m
- Spring Creek – 158 m
- Myall Creek – 158 m
- Suttor River – 158 m
- Sellheim River – 158 m
- Camp Creek – 158 m
- Coopers Creek – 158 m
- Cockatoo Creek – 158 m
- Boundary Creek – 158 m
- Elbow Creek – 158 m
- Stones Creek – 80 m
- Packhorse Creek – 79 m
- Glendon Creek – 73 m
- Bull Creek – 68 m
- Sandy Creek – 52 m
- Bowen River – 50 m
- Pine Creek – 46 m
- Dozer Creek – 41 m
- Turkey Creek – 40 m
- King Creek – 39 m
- Bonnie Doon Creek – 38 m
- Expedition Pass Creek – 36 m
- Bogie River – 27 m
- Landers Creek – 21 m[1]

### Durchflossene Seen und Stauseen
- Lamonds Lagoon – 514 m
- Lake Dalrymple – 158 m[1]

## Hydrologie
Neben dem Murray River ist der Burdekin River der wirtschaftlich wichtigste Fluss in Australien. Er besitzt das viertgrößte Einzugsgebiet aller permanent wasserführenden Flusssysteme Australiens. Auch nach der Wasserführung steht der Fluss an der vierten Stelle aller australischen Flüsse, aber der Abfluss variiert so stark, dass er den des Jangtsekiang erreichen kann (z. B. nach zwei starken Zyklonen 1958) oder auch sieben Monate gar kein Wasser führen kann (wie 1923). Diese extrem stark schwankende Wasserführung beruht auf den extrem stark wechselnden Niederschlägen in seinem gesamten Einzugsbereich. An den meisten Messstellen dort variieren sie von 200 mm/Jahr bis zu über 1.600 mm/Jahr, je nachdem, wie der Monsun im betreffenden Jahr ausfällt und wie viele Zyklone die Küste von Queensland erreichen. An der Küste selbst sind die Unterschiede noch größer: In der nahe der Flussmündung gelegenen Stadt Bowen variieren die Regenfälle zwischen 216 mm/Jahr (1916) und über 2.200 mm/Jahr (1950).

## Vegetation
Die natürliche Vegetation im Landesinneren ist Grasland, das vorwiegend aus dem mehrjährigen Mitchellgras und dem einjährigen Flindersgras besteht. An der Küste gibt es trockene Eukalyptuswälder auf den für Australien typischen Lateritböden.

## Landwirtschaft
Der Burdekin-Falls-Staudamm wurde 1987 fertiggestellt und der dadurch entstandene Lake Dalrymple, der größte Stausee in Queensland, dient der Bewässerung. Grundwasser im Flussdelta um Home Hill und Ayr wird zur Bewässerung der Zuckerrohrplantagen eingesetzt, aus denen der beste Zucker Australiens stammt. Bei hohen Fluten, die üblicherweise im Rahmen des Wetterphänomens La Niña auftreten, werden die Grundwasserreserven wieder aufgefüllt.
Obwohl die durchschnittlichen Regenmengen im Einzugsgebiet des Burdekin River für den Anbau von Baumwolle und Mais ausreichen würden, ist dieser dennoch wegen der stark variierenden Niederschläge nicht möglich. So dient das Burdekinbecken hauptsächlich als Viehweide für Schafe und Rinder.
2012 wurden Testfelder angelegt, um Reis für den japanischen Markt anzubauen, nachdem nach dem Tōhoku-Erdbeben 2011 dortige Flächen kurz- und teilweise langfristig nicht mehr nutzbar sind.